# Первая любовь — любовь последняя
«Первая любовь — любовь последняя» — песня, записанная российскими исполнительницами Ириной Аллегровой и Славой. Продюсером и автором песни, вместе со Славой, выступил Виктор Дробыш. Песня была выпущена в качестве сингла 5 ноября 2013 года на лейбле «Первое музыкальное издательство».
Песня была включена на переиздание студийного альбома Аллегровой «Эксклюзивное издание» и на студийный альбом Славы «Откровенно». Также сольная версия Аллегровой содержится на её сборнике «В городе серых облаков».

## Видеоклип
Музыкальное видео на песню было представлено 11 декабря 2013 года, его режиссёром стал Георгий Тоидзе. В клипе Ирина Аллегрова и Слава предстали в образе современной Жанны д’Арк, женщины с сильным характером. В видеоклипе кадр за кадром сменяются чёрно-белые картины из старых фильмов, а певицы, облаченные в железные доспехи с мечами в руках, поют о своих горьких историях любви.

## Награды
Песня стала лауреатом премий «Золотой граммофон», «Песня года» и Music Box.

## Чарты
| Чарт (2013—2014)            | Высшая позиция |
| --------------------------- | -------------- |
| СНГ (TopHit Radio Hits)     | 22             |
| Россия (TopHit Radio Hits)  | 25             |
| Москва (TopHit Radio Hits)  | 44             |
| Украина (TopHit Radio Hits) | 17             |
| Киев (TopHit Radio Hits)    | 18             |

| Чарт (2013—2014)            | Высшая позиция |
| --------------------------- | -------------- |
| СНГ (TopHit Radio Hits)     | 36             |
| Россия (TopHit Radio Hits)  | 41             |
| Москва (TopHit Radio Hits)  | 58             |
| Украина (TopHit Radio Hits) | 22             |
| Киев (TopHit Radio Hits)    | 20             |

### Годовые чарты
| Чарт (2014)                 | Позиция |
| --------------------------- | ------- |
| СНГ (TopHit Radio Hits)     | 129     |
| Россия (TopHit Radio Hits)  | 151     |
| Москва (TopHit Radio Hits)  | 147     |
| Украина (TopHit Radio Hits) | 171     |
| Киев (TopHit Radio Hits)    | 116     |

## История релиза
| Регион | Дата          | Формат                      | Лейбл                           | Ист.   |
| ------ | ------------- | --------------------------- | ------------------------------- | ------ |
| Мир    | 5 ноября 2013 | Цифровая загрузка, стриминг | Первое музыкальное издательство | [ 23 ] |
| СНГ    | 5 ноября 2013 | Радиоротация                | Первое музыкальное издательство | [ 8 ]  |